# Grupo Vissungo
O Grupo Vissungo é um grupo musical brasileiro criado no Rio de Janeiro em 1975 e mantido ativo até os dias de hoje 
Com a proposta principal de produzir uma música negra moderna, baseada num profundo mergulho nos elementos seminais da cultura trazida por escravos africanos para o Brasil, porém, sem perder o contato com a contemporaneidade da cultura brasileira em geral.
Do Jongo ao Samba, da Congada à música angolana, esta pesquisa  propiciou ao grupo o trabalho em shows com ícones da música negra brasileira como João do Valle, Cartola, Clementina de Jesus e Aniceto do Império Serrano além da participação em importantes produções cinematográficas brasileiras, entre as quais Natal da Portela de Paulo Cesar Sarraceni (1987) e  Chico Rei de Walter Lima Júnior (1985), para o qual além de realizar junto com Wagner Tiso a trilha sonora (gravada em disco Som Livre), arregimentou no interior de Minas Gerais, grupos de congadeiros reais, reconstituindo com eles uma autêntica Congada, na qual os músicos tocaram instrumentos ancestrais ou 'históricos', pesquisados e construídos pelo grupo especialmente para o filme.
Este processo culminou com a participação, no final dos anos 80, em discos importantes dos mesmos Milton Nascimento e Wagner Tiso (respectivamente 'Encontros e Despedidas' e 'Branco e Preto/Preto e Branco') e Tetê Espíndola 'Gaiola').
O auge da carreira do Vissungo ocorreu na Europa onde realizando uma espécie de síntese do que fazia no Brasil até então, o grupo obteve algum sucesso aderindo ao chamado 'Afro-beat' tendência musical afro pop contemporânea, criada pelo músico nigeriano Fela Kuti, muito em voga na Europa desde os anos 80, de certo modo uma proposta que o grupo perseguia desde sua criação.
Após uma campanha de estímulo desenvolvida  na Internet em 2007 por admiradores, o grupo decidiu voltar aos palcos, o que ocorreu em 20 de Novembro de 2009, num espetáculo no Centro de Referencia da Música Carioca no Rio de Janeiro.